# Chi Thóc lép
Desmodium là một chi thực vật có hoa trong họ Đậu.

## Loài

### Loài hiện nay
- Desmodium acanthocladum F.Muell.
- Desmodium adscendens DC.
- Desmodium canadense – showy tick-trefoil, Canadian tick-trefoil
- Desmodium canescens – hoary tick-trefoil
- Desmodium ciliare (Muhl.) DC. – hairy small-leaved tick-trefoil
- Desmodium concinnum DC.
  - Desmodium concinnum var. concinnum (syn. D. penduliflorum Benth.)
- Desmodium cuspidatum (Muhl.) Loudon – toothed tick-trefoil, large-bracted tick-trefoil
- Desmodium dillenii Darl. (sometimes considered a variety of D. paniculatum)
- Desmodium discolor Vog.
- Desmodium elegans DC.
- Desmodium gangeticum
- Desmodium glabellum
- Desmodium glabrum (Mill.) DC. (syn. D. molle (Vahl) DC.)
- Desmodium glutinosum (Willd.) Alph. Wood – pointed-leaved tick-trefoil, large tick-trefoil
- Desmodium heterocarpon (L.) DC.
- Desmodium hookerianum D. Dietr. (syn. D. podocarpum Hook. & Arn.)
- Desmodium humifusum (Muhl. ex Bigelow) Beck
- Desmodium illinoense – Illinois tick-trefoil
- Desmodium incanum – creeping beggarweed, Spanish clover, Spanish tick-trefoil, Kaimi clover, kaʻimi (Hawaiʻi)
- Desmodium intortum – greenleaf desmodium
- Desmodium khasianum (syn. D. oxyphyllum auct. non DC.)
- Desmodium laxiflorum DC. (syn. D. incanum sensu auct.[2])
- Desmodium lineatum (Michx.) DC. – linear-leaved tick-trefoil
- Desmodium marilandicum (L.) DC. – smooth small-leaved tick-trefoil
- Desmodium nemorosum F.Muell. ex Benth.
- Desmodium neomexicanum (syn. D. bigelovii, D. humile, D. lilloanum, D. parvum, D. spirale auct. non DC. non Griseb. non (Sw.) DC., D. spirale (Sw.) DC. var. bigelovii)
- Desmodium nudiflorum (L.) DC. – bare-stemmed tick-trefoil, naked-flowered tick-trefoil
- Desmodium oojeinense
- Desmodium ospriostreblum (syn. D. spirale DC., D. tortuosum sensu Hepper)
- Desmodium paniculatum (L.) DC. – panicled tick-trefoil
- Desmodium perplexum – perplexed tick-trefoil
- Desmodium procumbens (syn. D. spirale (Sw.) DC., D. sylvaticum, D. tenuiculum)
- Desmodium psilocarpum
- Desmodium ramosissimum G.Don.
- Desmodium rhytidophyllum F.Muell. ex Benth.
- Desmodium rigidum (Ell.) DC. – rigid tick-trefoil
- Desmodium rotundifolium (Michx.) DC. – prostrate tick-trefoil, round-leaved tick-trefoil, dollar leaf
- Desmodium spirale Griseb. (disputed)
- Desmodium tortuosum (Sw.) DC.
- Desmodium triflorum
- Desmodium tweedyi Britton – Tweedy's tick-trefoil
- Desmodium uncinatum – silver-leaved tick-trefoil, silverleaf
- Desmodium varians (Labill.) G.Don

### Trước đây được xếp vào[3]
- Codariocalyx motorius – telegraph plant (như D. gyrans, D. motorium, D. roylei)
- Hylodesmum laxum (như D. laxum DC.)Lespedeza thunbergii trước đây có tên Desmodium formosum và Desmodium thunbergii

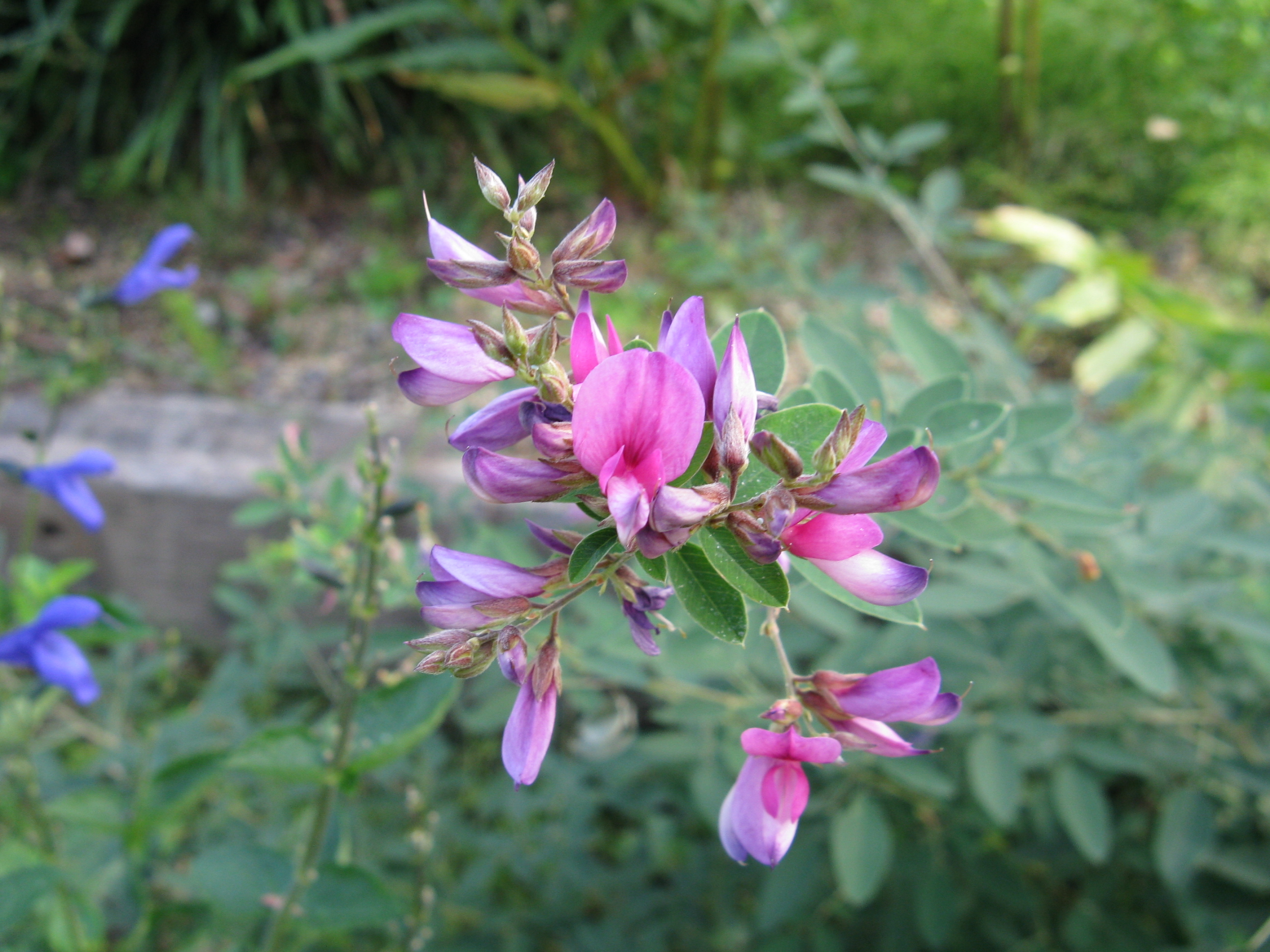
Lespedeza thunbergii trước đây có tên Desmodium formosum và Desmodium thunbergii

  - Hylodesmum laxum ssp. laxum (như D. austro-japonense, D. bambusetorum, D. gardneri auct. non Benth., D. laxiflorum sensu Miq., D. laxum var. kiusianum, D. laxum ssp. laxum, D. podocarpum auct. non DC. non Hook. & Arn., D. podocarpum DC. var. gardneri sensu Bedd., D. podocarpum DC. var. laxum)
- Hylodesmum leptopus (như D. gardneri Benth., D. laxum auct. non DC., D. laxum ssp. leptopus, D. leptopus, D. tashiroi)
- Hylodesmum podocarpum (như D. podocarpum DC., D. podocarpum DC. var. indicum, D. podocarpum DC. var. japonicum)
  - Hylodesmum podocarpum ssp. oxyphyllum (as D. fallax var. mandshuricum, D. japonicum, D. mandshuricum, D. oxyphyllum DC., D. podocarpum DC. var. mandshuricum, D. podocarpum DC. ssp./var. oxyphyllum, D. podocarpum DC. var. polyphyllum, D. podocarpum DC. var. typicum, D. racemosum)
- Lespedeza thunbergii (như D. formosum, D. thunbergii)
  - Lespedeza thunbergii var. thunbergii (như D. penduliflorum Oudem.)
- Ohwia caudata (như D. caudatum)
- Phyllodium pulchellum (như D. pulchellum)
- Dendrolobium umbellatum  (như D. umbellatum  (L.) Benth.
- Dendrolobium triangulare  (như D. Desmodium umbellatum Moritz.

và nhiều nữa.

## Hình ảnh

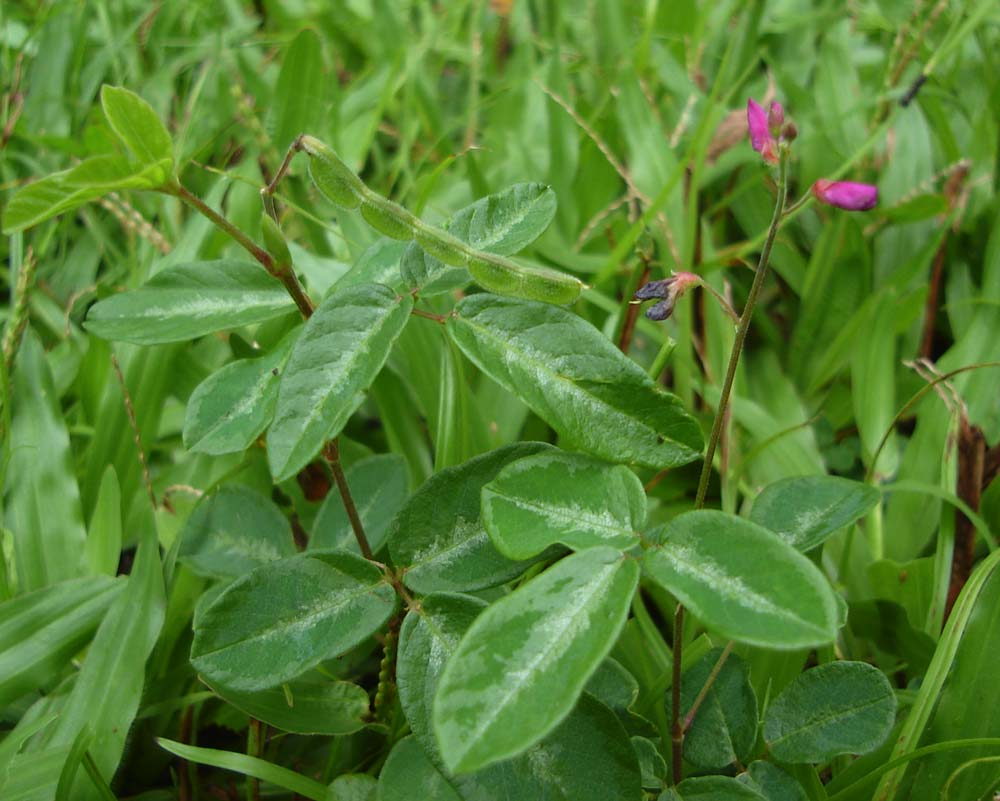
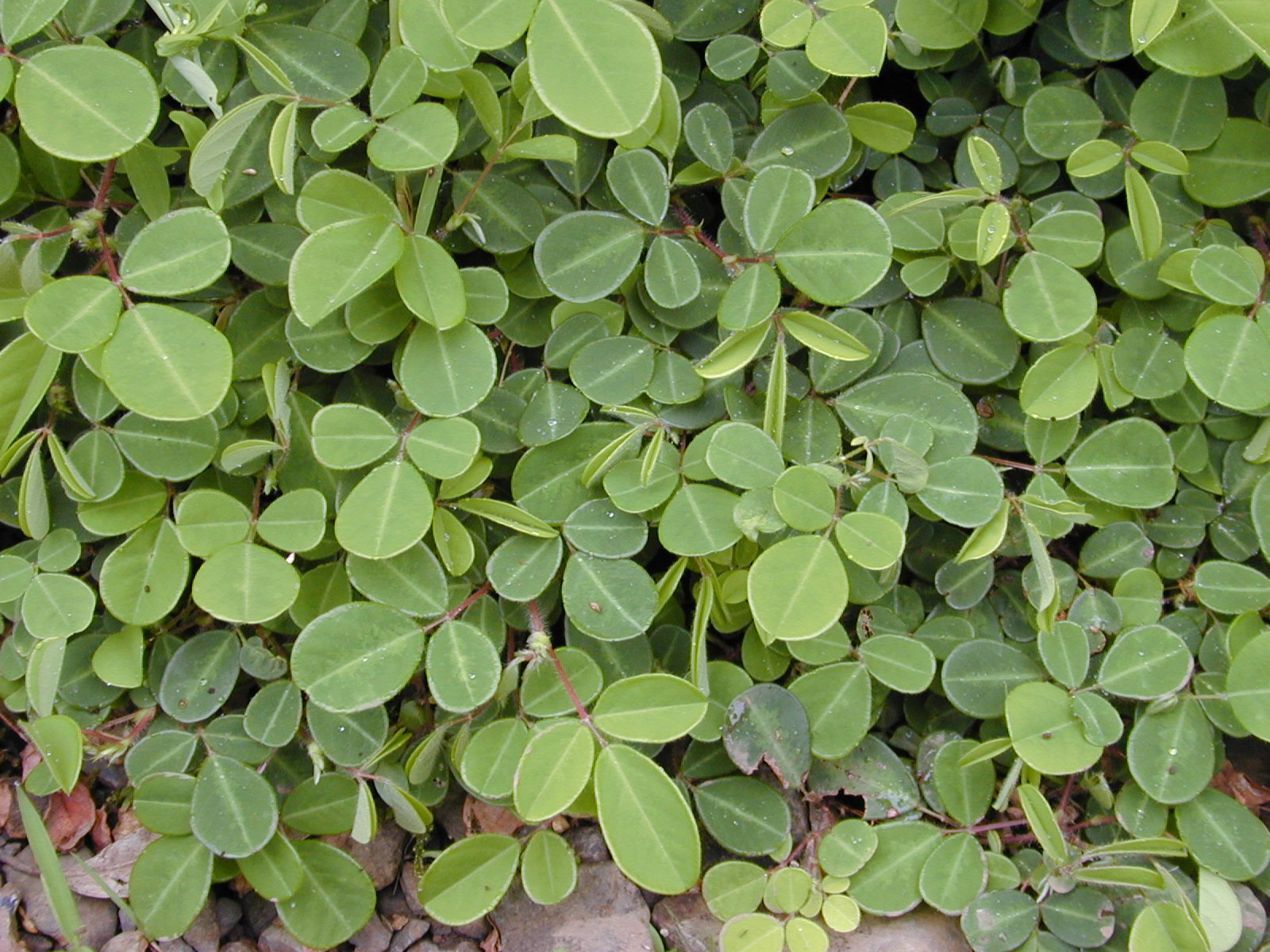
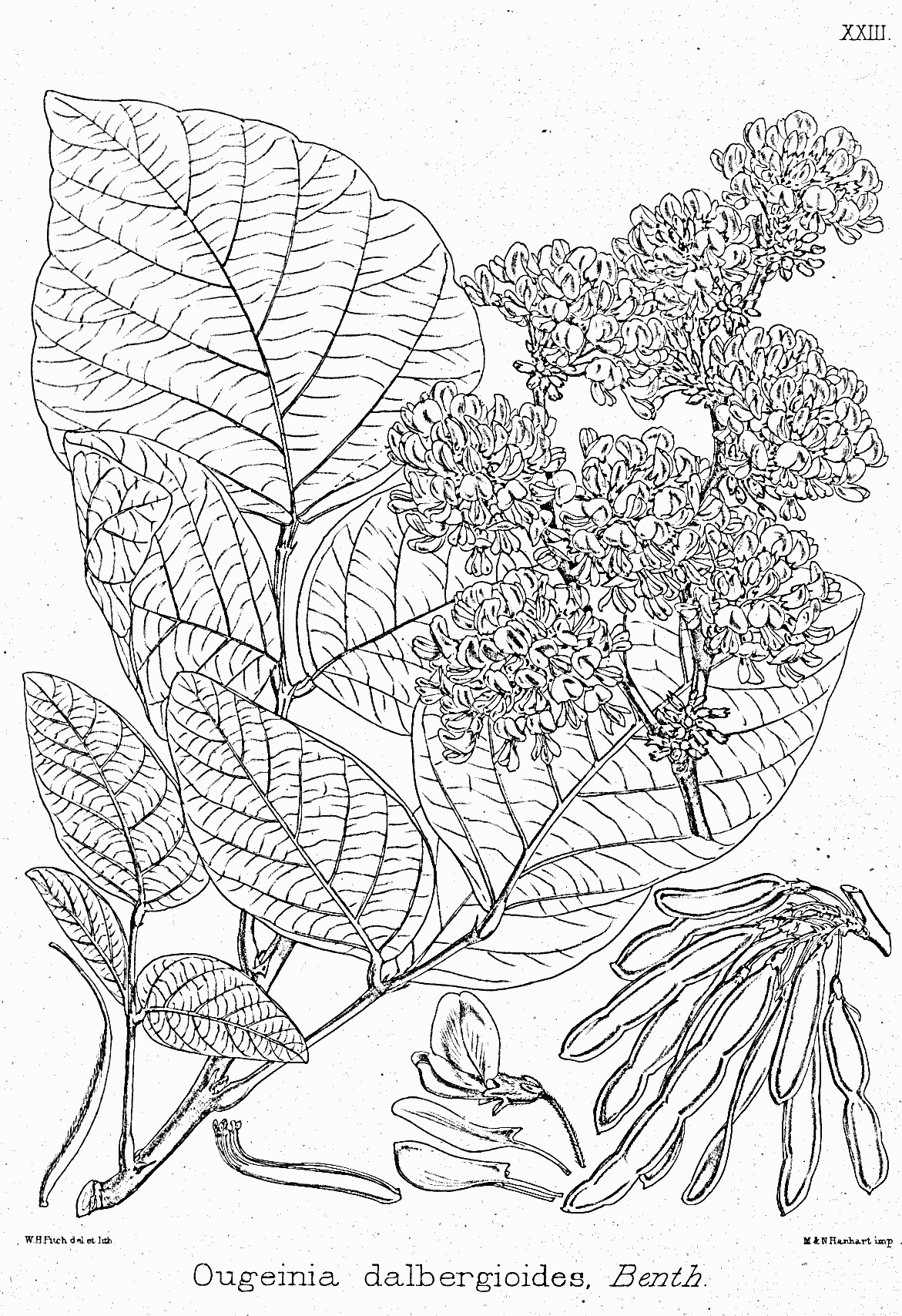
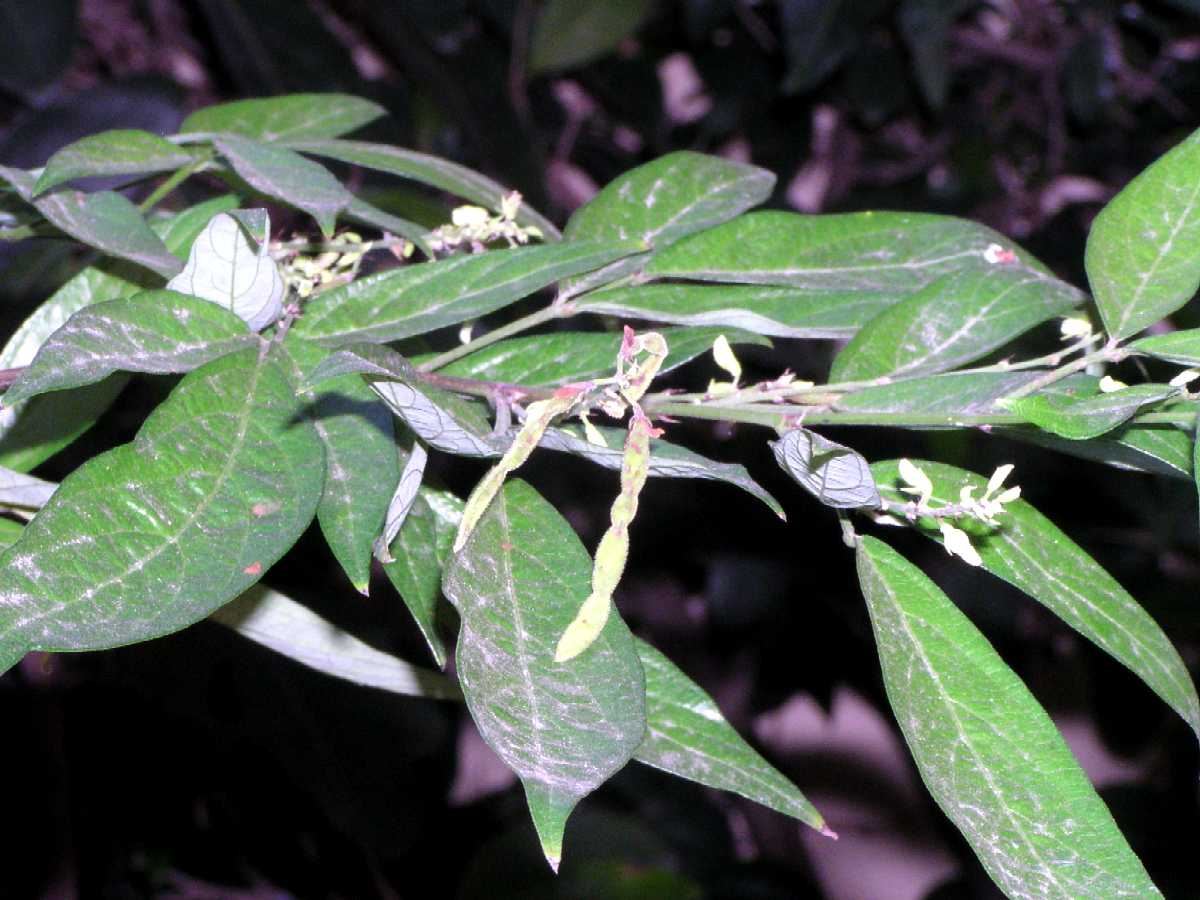